# Srpska Liga Beograd
Die Srpska liga Beograd (serbisch-kyrillisch Српска лига Београд; serbisch für „Serbische Liga Belgrad“, auch Српска лига – група Београд, Srpska liga – grupa Beograd; „Serbische Liga – Gruppe Belgrad“) ist eine der vier Sektionen der Srpska liga, Serbiens dritter Fußballliga. Die Mannschaften aus dem Raum Belgrad, der Hauptstadt des Landes, sind in dieser Sektion eingeteilt. Die anderen Sektionen sind die Srpska liga Vojvodina, Srpska liga Istok und Srpska liga Zapad.